# 4e congresdistrict van Arkansas

De locatie van het district in de staat Arkansas.

Het 4e congresdistrict van Arkansas is een kiesdistrict voor het Amerikaanse Huis van Afgevaardigden. Het district ligt in het zuidwesten van de staat. Momenteel is Republikein Bruce Westerman de afgevaardigde voor het district.

## Presidentsverkiezingen
| Jaar | Resultaten                             | Winnende partij | Winnende partij      |
| ---- | -------------------------------------- | --------------- | -------------------- |
| 2000 | George W. Bush 48% - 49% Al Gore       |                 | Democratische Partij |
| 2004 | George W. Bush 51% - 48% John Kerry    |                 | Republikeinse Partij |
| 2008 | John McCain 58% - 39% Barack Obama     |                 | Republikeinse Partij |
| 2012 | Barack Obama 36% - 62% Mitt Romney     |                 | Republikeinse Partij |
| 2016 | Hillary Clinton 31% - 64% Donald Trump |                 | Republikeinse Partij |